# Hillswick
Hillswick és un petit poble de Northmavine, gran península situada al nord-nord-oest de l'illa de Mainland, a les Shetland. Es troba a 56 km de Lerwick, capital de l'arxipèlag.

## Descripció i serveis
Hi ha una botiga comunitària, un ferrer, una sala pública, un centre de salut i un temple de l'església d'Escòcia, que avui en dia s'utilitza principalment per a funerals, casaments i bateigs. Hi ha un santuari de vida salvatge, situat a l'antic lloc comercial hanseàtic al passeig marítim, i una petita galeria d'art privada amb exposicions públiques ocasionals.

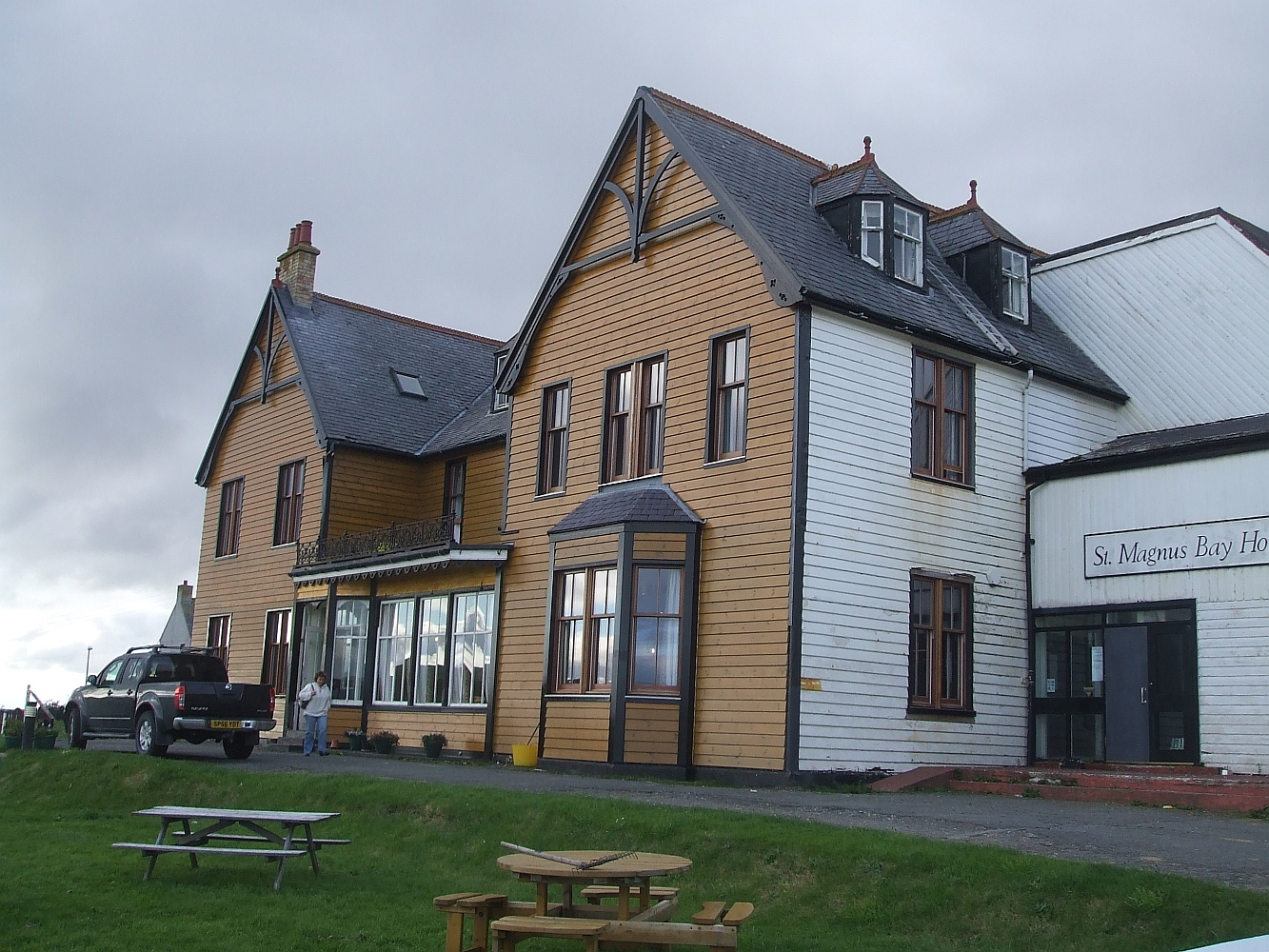
Hotel St. Magnus Bay.

L'hotel St Magnus Bay, que ofereix serveis d'allotjament, bar i restaurant, va ser construït l'any 1900. L'edifici de fusta sobre fonaments de formigó va ser inclòs a la llista de monuments arquitectònics de categoria "C" l'any 1977.

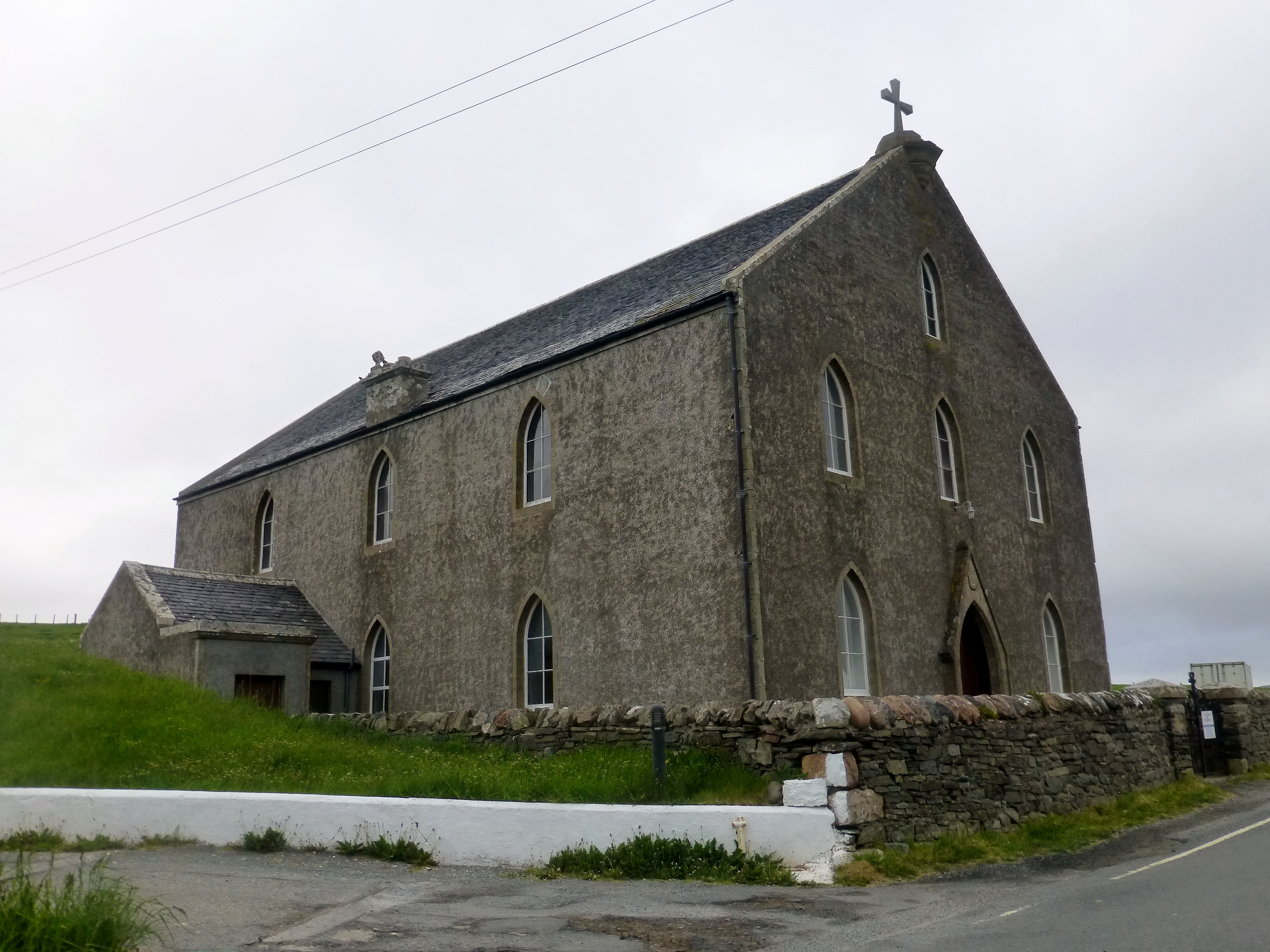
Església de Hillswick.

L'estació de bombers i rescat de Hillswick, amb una plantilla de dotze persones, s'ocupa d'emergències, com ara incendis o accidents de trànsit.
Una gran granja lletera i ovina ocupa l'espectacular península anomenada Hillswick Ness, tot i que també hi ha accés públic i una ruta a peu senyalitzada. Hi ha una escola primària moderna a la propera Urafirth. Un petit far automàtic es troba a 2,4 km al sud de Hillswick, a la punta del Ness.